# سجن لاندسبيرج
سجن لاندسبيرج هو سجن يقع في بلدة لاندسبرغ إم لش في جنوب غرب ولاية بافاريا الألمانية، على 65 كيلومتر (40 ميل) حوالي 65 كيلومتر (40 ميل) جنوب غرب ميونيخ و 35 كيلومتر (22 ميل) جنوب اوغسبورغ. ومن المعروف باسم السجن الذي احتجز فيه أدولف هتلر في عام 1924، بعد فشل انقلاب بير هول في ميونيخ، وحيث أملى مذكراته كفاحي لرودولف هيس. 
تم استخدام السجن من قبل قوات الحلفاء أثناء احتلال ألمانيا لاحتجاز مجرمي الحرب النازيين. في عام 1946، أعاد الجنرال جوزيف تي ماكنارني، القائد الأعلى لقوات الاحتلال الأمريكية في ألمانيا تسمية لاندسبيرج: War Criminal Prison Nr. 1 . أغلق الأمريكيون مركز جرائم الحرب في عام 1958. ثم تم تسليم السيطرة على السجن إلى جمهورية ألمانيا الاتحادية. 
يتم الحفاظ على لاندسبيرج الآن من قبل مصلحة السجون التابعة لوزارة العدل البافارية. 

## السنوات المبكرة
تم الانتهاء من سجن لاندسبرغ، الذي يقع في الضواحي الغربية للمدينة، في عام 1910. تم تصميم المنشأة بواجهة من طراز فن الآرت نوفو من قِبل هوجو هوف. داخل جدارها، تم بناء كتل الخلايا الأربعة المبنية من الطوب في اتجاه متقاطع. سمح ذلك للحراس بمراقبة جميع الأجنحة في وقت واحد من موقع مركزي (يعتمد على أسلوب بانوبتيكون). 
كما تم اعتبار لاندسبيرج، الذي كان يستخدم لاحتجاز المجرمين المدانين وأولئك الذين ينتظرون صدور الأحكام، سجنًا فيستنغشافت (بمعنى الحبس المحصن). Festungshaft [الإنجليزية] كانت المرافق مشابهة لوحدة الاحتجاز الوقائية الحديثة. تم إقصاء السجناء من العمل القسري ولديهم زنازين مريحة بشكل معقول. كما سُمح لهم باستقبال الزوار. حكم على أنتون جراف فون أركو فالي، الذي أطلق النار على رئيس وزراء بافاريا كورت آيزنر، بحكم فيستونجشافت في فبراير 1919. 
في عام 1924، قضى أدولف هتلر 264 يومًا في السجن في لاندسبيرج بعد إدانته بالخيانة في أعقاب انقلاب بير هول في ميونيخ في العام السابق. أثناء سجنه، أملى هتلر وثم كتب كتابه مين كامبف بمساعدة نائبه رودولف هيس. 
تم ترحيل العديد من السجناء السياسيين الأجانب من النازيين إلى ألمانيا وسجنهم في لاندسبيرج. بين أوائل عام 1944 ونهاية الحرب، مات 210 سجين على الأقل في لاندسبيرج نتيجة لسوء المعاملة أو الإعدام. 

## جيش الولايات المتحدة الأمريكية

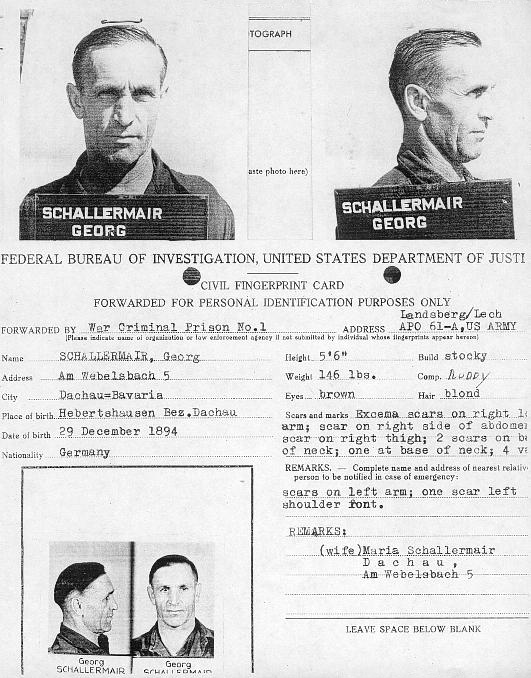
بطاقة سجل سابقة لـ SS - Hauptscharführer Georg Schallermair الذين عملوا في معسكر Mühldorf الفرعي. بعد الحكم عليه بالإعدام في محاكمات داخاو، تم شنق شاليرمير في لاندسبيرج عام 1951.

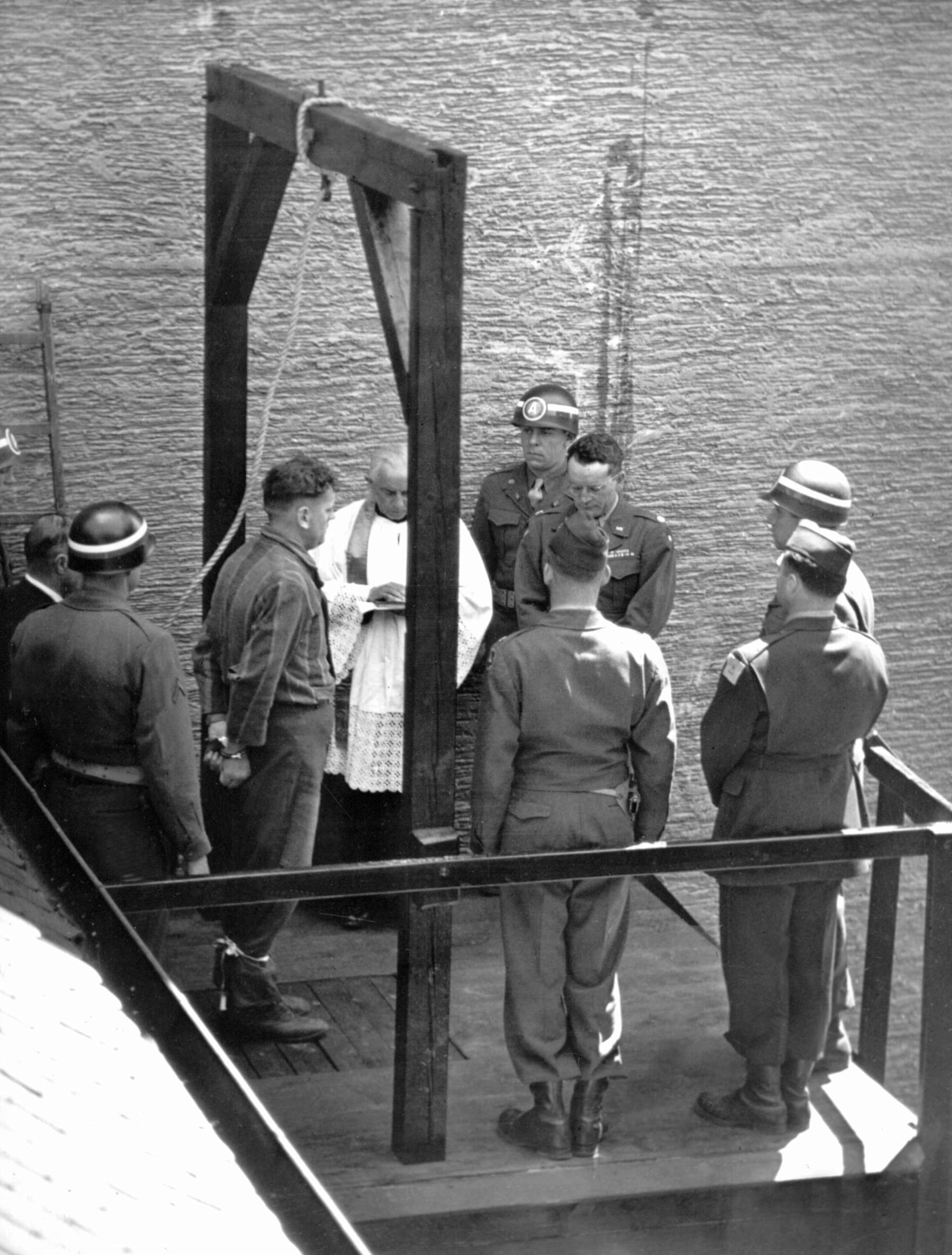
مجرم الحرب فرانز ستراسر قبل فترة وجيزة من إعدامه في سجن لاندسبيرج. الكاهن الكاثوليكي الألماني Karl Morgenschweis صلى من أجله.

أثناء احتلال الحلفاء لألمانيا بعد الحرب العالمية الثانية، حدد الجيش الأمريكي السجن كسجن جنائي للحرب رقم 1 لاحتجاز مجرمي الحرب النازيين المدانين.  كان يديرها ويحرسها أفراد من الشرطة العسكرية التابعة لجيش الولايات المتحدة. 
وصل أول السجناء المدانين إلى سجن لاندسبيرج في ديسمبر 1945. حكم على مجرمي الحرب بالإعدام على جرائم ضد الإنسانية في محاكمات داخاو التي بدأت قبل شهر. 
بين عامي 1945 و1946، كان في السجن ما مجموعه 110 سجناء أدينوا في محاكمات نورمبرغ، و 1416 مجرم حرب آخرين من محاكمات داخاو و 18 سجيناً أدينوا في Shanghai trials [kriegsverbrecherprozesse in shanghai]. (كانت هذه محاكم عسكرية أجرتها القوات الأمريكية في اليابان بين أغسطس 1946 ويناير 1947 لمقاضاة 23 مسؤولًا ألمانيًا استمروا في مساعدة الجيش الياباني في شنغهاي بعد استسلام ألمانيا النازية. ) 
خلال خمس سنوات ونصف، كان سجن لاندسبيرج مكان إعدام ما يقرب من 300 مجرم حرب مدان. أجريت 259 أحكام الإعدام شنقا و 29 من رميا بالرصاص.  تم تنفيذ عمليات الإعدام على وجه السرعة. في مايو 1946، تم إعدام 28 من حراس قوات الأمن الخاصة السابقين من داخاو خلال فترة أربعة أيام.  تم دفن الجثث التي لم يتم المطالبة بها في مقابر لا تحمل شاهدة قبر في المقبرة بجانب كنيسة سبوتنجن. 

## السجناء
الأعضاء السابقون في الرايخ الثالث الذين تم إرسالهم إلى سجن الجيش الأمريكي في لاندسبيرج هم: 
- يوزاف ديتريش
- هيلموث فيلمي
- أوتو هوفمان
- كارل أدولف هوليدت
- هرمان هوث
- Waldemar Klingelhöfer
- Gustav Knittel
- ألفريد كروب
- هانز هاينريش لامرز
- فيلهلم لست
- إرهارد ميلخ
- يواخيم بيبر
- Martin Sandberger
- Gustav Adolf Steengracht von Moyland
- Otto Steinbrinck
- والتر وارليمونت
- Bernhard Weiss
- مارتن غوتفريد وايس
- كارل براندت

## إغلاق
في مايو 1958، تخلى جيش الولايات المتحدة عن السيطرة على سجن لاندسبيرج عندما تم الإفراج عن آخر أربعة سجناء. وكان هؤلاء جميعهم من كبار ضباط قوات الأمن الخاصة السابقين الذين أدينوا خلال محاكمات أينزاتسغروبن بين عامي 1947 و 1948. 

## العصر الحديث
يتم تشغيل السجن الآن كمرفق إصلاحي يوفر التدريب والمهارات والمساعدة الطبية للسجناء. هناك 36 دورة في مركز التدريب المركزي الذي يوفر التدريب على المهن مثل الخبازين والكهربائيين والرسامين والجزارين والنجارين والخياطين وصانعي الأحذية وعمال التدفئة والتهوية والبناءين. قضى أولي هونيس عقوبته بتهمة الاحتيال الضريبي في سجن لاندسبيرج. 